# Werner Klatt
Werner Klatt (n. 21 decembrie 1948, Schönberg, Republica Democrată Germană, Germania – d. 3 aprilie 2022) a fost un canotor ce a reprezentat Republica Democrată Germană, medaliat olimpic. A participat la o ediție a Jocurilor Olimpice (1976) în care a câștigat o medalie de aur.

## Participări
Lista de mai jos prezintă principalele competiții la care a participat Werner Klatt de-a lungul carierei.
- rowing at the 1976 Summer Olympics – men's eight[*][4]